# Paraphymatoceros
Paraphymatoceros é um género de plantas não vasculares da família Anthocerotaceae que agrupa cerca de  6 espécies validamente descritas.

## Taxonomia
O género foi descrito por Gabriela G. Hässel e publicado em Phytologia 88: 208. 2006.
O género inclui as seguinte espécies:	
- Paraphymatoceros coriaceus (Stephani) R. J. Duff, J. C. Villarreal, D. Cargill & Renzaglia
- Paraphymatoceros diadematus Hässel de Menéndez
- Paraphymatoceros fimbriatus (Gottsche) Stotler
- Paraphymatoceros hallii (Austin) Hässel de Menéndez
- Paraphymatoceros hirticalyx (Stephani) Stotler
- Paraphymatoceros skottsbergii (Stephani) Stotler